# Thelotrema cameroonensis
Thelotrema cameroonensis är en lavart som beskrevs av C.W. Dodge 1953. Thelotrema cameroonensis ingår i släktet Thelotrema och familjen Thelotremataceae.   Inga underarter finns listade i Catalogue of Life.